# Ласло Пустаи
Ласло Пустаи (мађ. Pusztai László; Сентеш, 1. март 1946 — Полгарди, 6. јул 1987) је био мађарски фудбалер који је учествовао на Светском првенству 1978. где је Мађарска елиминисана већ у групној фази. Након што је провео низ година у будимпештанским клубовима Хонвед ФК и Ференцварош ТК, отишао је у Аустрију где је играо за Ајзенштат наредне 3 године.
Погинуо је у саобраћајној несрећи поред мађарског града Полгарди, заједно са супругом, оставивши двоје деце.

## Каријера

### Клуб
Фудбал је почео да игра у свом родном граду Сентешу, заједно са Шандором Гујдаром, који је касније постао голман репрезентације. Преласком у сегедински ЕАК први пут је заиграо у мађарској Првој лиги. Године 1968. дошао је у Будимпешту и заиграо у Хонведу. Његов први наступ у репрезентацији био је из Хонведа, а све остале наступе које је имао биле су као играч Ференцвароша. У Ференцварош је дошао преко размене играча за Миклоша Панчича, који је отишао у Кишпеш. Са ФТЦ-ом је био двоструки шампион и освајач купа. За зелено-беле је одиграо укупно 283 утакмице (160 лигашких, 57 међународних, 67 домаћих наградних). Постигао је 83 гола (36 лига, 47 осталих). Када је освојио друголигашку титулу, био је у тиму тек јесење сезоне, јер је већ 1981. почео у тиму Кишмартон (Ајзенштат) у Бургенланду. Овде је играо заједно са бившим играчем Фрадија, а потом и играчем Вашаша Лајошем Кијем.

### Репрезентација
У репрезентацији Мађарске је наступио 25 пута између 1970. и 1979. године и постигао 6 голова. Био је члан мађарског тима на Светском првенству у Аргентини 1978. У марту 1977. против Шпаније у Аликантеу постигао је гол после корнера, када је ушао као замена. У априлу 1977. године у Будимпешти, у квалификационом мечу за Светско првенство против Совјета, асистирао је Золтану Керекију  да постигне победонисни гол. У свом последњем репрезентативном мечу против Совјета, 19. маја 1979. године, у мечу европских квалификација  је такође постигао гол.

## Остварења
- Прва лига Мађарске у фудбалу
  - шампион: 1976, 1981
- Куп Мађарске у фудбалу
  - победник: 1976, 1978
- Куп победника купова у фудбалу: 
  - финалиста: 1974/75